# Xylopia collina
Xylopia collina este o specie de plante angiosperme din genul Xylopia, familia Annonaceae, descrisă de Friedrich Ludwig Diels. A fost clasificată de IUCN ca specie în pericol. Conform Catalogue of Life specia Xylopia collina nu are subspecii cunoscute.